# Блюз пекинской оперы
«Блюз пекинской оперы» (кит. 刀馬旦, англ. Peking Opera Blues) — гонконгский комедийный боевик 1986 года, снятый режиссером и продюсером Цуй Харком.
Фильм был номинирован на 6 наград 6-я Гонконгской кинопремии: "Лучшая женская роль" (Салли Е), "Лучшая мужская роль второго плана" (Пол Чунь),"Лучшая операторская работа" (Пун Хан-Сан, Хорас Вонг), "Лучшая работа художника" (Винсент Вай, Хо Ким-Син, Люн Чи-Хинг), "Лучший монтаж" (Дэвид У) и "Лучшая постановка экшена" (Тони Чин).

## Сюжет
Действие происходит в Пекине в 1913 году. Это неспокойные времена в Китае, когда прежняя власть начинала сменяться с пришествием в страну иностранцев. В центре событий переплетаются судьбы трёх девушек: воровка (Чери Чун), дочь генерала Цао (Бриджит Линь) и девушка из театра китайской оперы (Салли Е). Все трое оказываются замешанными в заговор с целью получения секретных документов, важных дальнейшего будущего страны. 

## В ролях
- Бриджит Линь — Цао Ван (曹雲), дочь генерала Цао
- Салли Е — Бай Ню (白妞), девушка из театра китайской оперы
- Чери Чун — Шеунг Хунг (湘紅), воровка
- Марк Чэн — Линг Пак-Хой
- Кеннет Цанг — генерал Цао
- Ву Ма — мистер Вонг
- Пол Чон — Фа Гум-Сао
- Чунг Квок Кынг — Тун Ман
- Ку Фенг — командир Лю
- Ли Хой-санг — усатый солдат
- Хуан Ха — генерал Тун
- Сандра Нг — жена генерала Туна
- Дэвид Ву — переводчик генерала Цао